# 287 Nephthys
A 287 Nephthys a Naprendszer kisbolygóövében található aszteroida. Christian Heinrich Friedrich Peters fedezte fel 1889. augusztus 25-én.